# Алан Хоџкин
Алан Лојд Хоџкин (енгл. Alan Lloyd Hodgkin; Банбери, 5. фебруар 1914 — Кембриџ, 20. децембар 1998) је био британски физиолог и биофизичар који је 1963. добио Нобелову награду за физиологију или медицину заједно са Ендруом Хакслијем за истраживање нервних акционих потенцијала. Хоџкин и Хаксли поделили су те године награду са Џоном Еклсом, који је добио Нобелову награду за своје истраживање синапсе. Хоџкинова и Хакслијева открића навела су их да поставе хипотезу о јонским каналима, која је потврђена неколико деценија касније.

## Нобелова награда
Физиолог и биофизичар Хоџкин је, заједно са Андрју Хакслијем и Џоном Еклесом, добио Нобелову награду за физиологију или медицину за открића хемијских процеса одговорних за пролаз импулса дуж појединачних нервних влакана.

## Рана истраживања
Након истраживања радара (1939—1945) за Британску армију, он се укључио у истраживања на Кембриџу, где је радио заједно са својим учеником Хакслијем на мерењу електричног и хемијског понашања појединачних нервних влакана.
Они су експериментисали са убацивањем микроелектрода у дугачка нервна влакна (конкретно су користили хоботницу). Њихови резултати су показали да је електрични потенцијал влакна током кондукције већи у односу на потенцијал за време стања мировања. Њихови налази су били супротни прихваћеној теорији која је предвиђала пропаст мембрана приликом провођења импулса.
Хоџкин је открио да активност нервног влакна зависи од чињенице да велика концентрација јона калијума (јон који носи електрични импулсе) се задржава у влакну, док се велика концентрација јона натријума налази у непосредном окружењу. Њихови експерименти су показали да мембрана нерва допушта само калијуму да уђе у влакно за време мировања али допушта и натријуму (сода) да уђе онда када је влакно узурпирано.

## Важност открића
Њихова открића су схваћена тек десетак година након експеримената. Већина савремених лекова и достигнућа у модерној фармацији се заснива на овоме. Хоџкин је био истраживач за Краљевско друштво од 1952, а 1964. је написао рад „Спровођење нервног импулса“.